# Josefina Klinger Zúñiga
Josefina Klinger Zúñiga est une écologiste colombienne et une activiste communautaire, originaire de Nuquí. Elle est la fondatrice et la directrice de l'organisation Mano Cambiada, qui promeut le tourisme durable dans le département du Chocó grâce à un modèle d'autogestion communautaire. Elle reçoit le Prix des femmes de mérite, en 2013, le Prix Cafam des femmes, en 2015, et le Prix international de la femme de courage en 2022.

## Jeunesse
Josefina Klinger Zúñiga est née en 1965 à Nuquí, dans le département de Chocó,. Elle est la fille unique d'une mère de Nuquí et d'un père allemand. Elle a 21 demi-frères et demi-sœurs. Elle quitte Nuquí à la recherche d'opportunités économiques, mais revient à l'âge de 25 ans en tant que mère célibataire avec deux enfants et des difficultés financières. Elle travaille comme vendeuse dans une pharmacie.

## Mano Cambiada
En 2006, Josefina Klinger Zúñiga fonde l'organisation Mano Cambiada (en français : Main changée) pour promouvoir le tourisme durable et l'écotourisme dans le Chocó en s'engageant auprès de la population locale. Elle fonde l'organisation avec huit autres femmes et quatre hommes, qui ont collaboré avec des acteurs extérieurs et se sont associés à 30 entreprises locales différentes, notamment des restaurants, des auberges, des centres d'orientation, des marchés de pêche et des marchés de producteurs, afin de développer le tourisme durable. Mano Cambiada promeut des initiatives environnementales et sociales qui mettent l'accent sur les identités culturelles des communautés afro-colombiennes et indigènes de la baie d'Utría. L'organisation a fondé une école environnementale et culturelle qui rassemble des danseurs, des musiciens et des clubs environnementaux dans le parc national naturel d'Utría, afin de contribuer au maintien de la zone protégée par le biais de la gestion territoriale.
L'organisation a eu un impact sur les familles et les communautés de Nuquí et Bahía Solano, engageant quelque 6 000 personnes, dont 2 000 autochtones. En raison du succès de l'organisation, le gouvernement colombien lui accorde le droit d'administrer les services touristiques dans le parc naturel national d'Utría.
Mano Cambiada a entrepris des projets avec le ministère colombien du commerce, de l'industrie et du tourisme, le système des parcs naturels nationaux, le Fonds d'action pour l'environnement et l'enfance de Fondo Acción et Red Colombia Verde. Mano Cambiada s'efforce de revitaliser les traditions de la mano cambiada, du troc et de la minga.
Mano Cambiada organise chaque année un festival de la migration pour célébrer les schémas migratoires des baleines, des oiseaux et des tortues qui traversent la région. Le festival comprend des célébrations de l'histoire orale, des défilés d'enfants, du théâtre, de la photographie et de la danse.

## Honneurs et récompenses
Mano Cambiada a été reconnue par le magazine Semana en 2012 comme « l'une des 100 idées d'innovation sociale et environnementale qui changent le monde ». En 2013, Josefina Klinger Zúñiga remporte le premier prix des femmes de mérite (Premio Mujeres de Éxito dans la catégorie sociale-communautaire. En 2015, Josefina Klinger Zúñiga reçoit le Prix Cafam des femmes (espagnol : Premio Cafam a la Mujer). Elle est distinguée, en 2022, par le département d'État américain et reçoit le Prix international de la femme de courage.